# Yoshi Topsy Turvy
Yoshi Topsy-Turvy, conocido como Yoshi's Universal Gravitation en Europa (ヨッシーの万有引力, Yosshī no Ban'yū Inryoku) es un videojuego para Game Boy Advance desarrollado por Artoon y publicado por Nintendo. El juego cuenta con un sensor de movimiento que se utiliza para manipular el entorno del juego. Al inclinar la Game Boy Advance a izquierda o derecha, el jugador puede girar el entorno y así ayudarse a eliminar enemigos, conseguir objetos que antes estaban fuera de alcance o desplazarse por distintas zonas gracias a los cambios de gravedad. Esta forma de juego permite al jugador resolver distintos puzles o ayudar a Yoshi a completar multitud de niveles. Debido al dispositivo de detección de movimiento que se requiere para la jugabilidad de este juego, es uno de los pocos de Game Boy Advance que no es compatible con el Game Boy Player disponible para Nintendo GameCube.

## Trama
La trama del juego es similar a la de Yoshi's Story para Nintendo 64.
Como siempre, Bowser ha estado haciendo de las suyas y con sus poderes ha convertido la Isla de Yoshi en un libro, encerrando en él a todos sus habitantes. Hongo, el gran espíritu del libro, ha decidido tomar medidas al respecto. Tras recibir Yoshi la visita del espíritu que adora las sorpresas, acuerdan en encerrar a Bowser en la última página del libro, dándole el espíritu a Yoshi el poder de mover todo lo que hay dentro del libro a su antojo. Armado con este nuevo poder, Yoshi se embarca en una nueva aventura.
Cada fase del juego está controlada por un espíritu que asigna a Yoshi una misión. Las misiones no son vitales para pasar de fase, pero si se completan se conseguirán medallas con las que acceder a una ruleta y poder acceder a misiones extra.
Yoshi puede saltar y utilizar su lengua para comer fruta o enemigos, pero la característica principal de juego es el mecanismo de inclinación. Al mover la Game Boy Advance de un lado a otro, los jugadores inclinan el mundo en torno a Yoshi, causando a los enemigos en torno a rodar, el balanceo de buques y péndulos y rechazar artículos por todos lados. Un intransitable muro que bloquea el camino se convierte en una pendiente, o un laminado de alfombra se convertirá en una larga plataforma. Cada zona requiere del jugador no solo pulsar un botón u otro, sino también los movimientos de inclinación para progresar en la aventura.
- Datos: Q2736150